# Carex specuicola
Carex specuicola är en halvgräsart som beskrevs av John Thomas Howell. Carex specuicola ingår i släktet starrar, och familjen halvgräs. Inga underarter finns listade i Catalogue of Life.